# Bergwatersnip
De bergwatersnip (Gallinago andina) is een vogel uit de familie van strandlopers en snippen (Scolopacidae).

## Verspreiding en leefgebied
Deze soort komt voor van Peru tot noordwestelijk Argentinië en telt twee ondersoorten:
- G. a. andina: van Peru tot noordwestelijk Argentinië.
- G. a. innotata: noordelijk Chili.